# Otto Friedrich Magnus von Baudissin
Otto Friedrich Magnus von Baudissin (* 5. Juli 1792 in Rantzau; † 25. Juni 1865 in Teplitz) kämpfte im Schleswig-Holsteinischen Krieg (1848 bis 1851) auf Seiten der Schleswig-Holsteiner.

## Leben

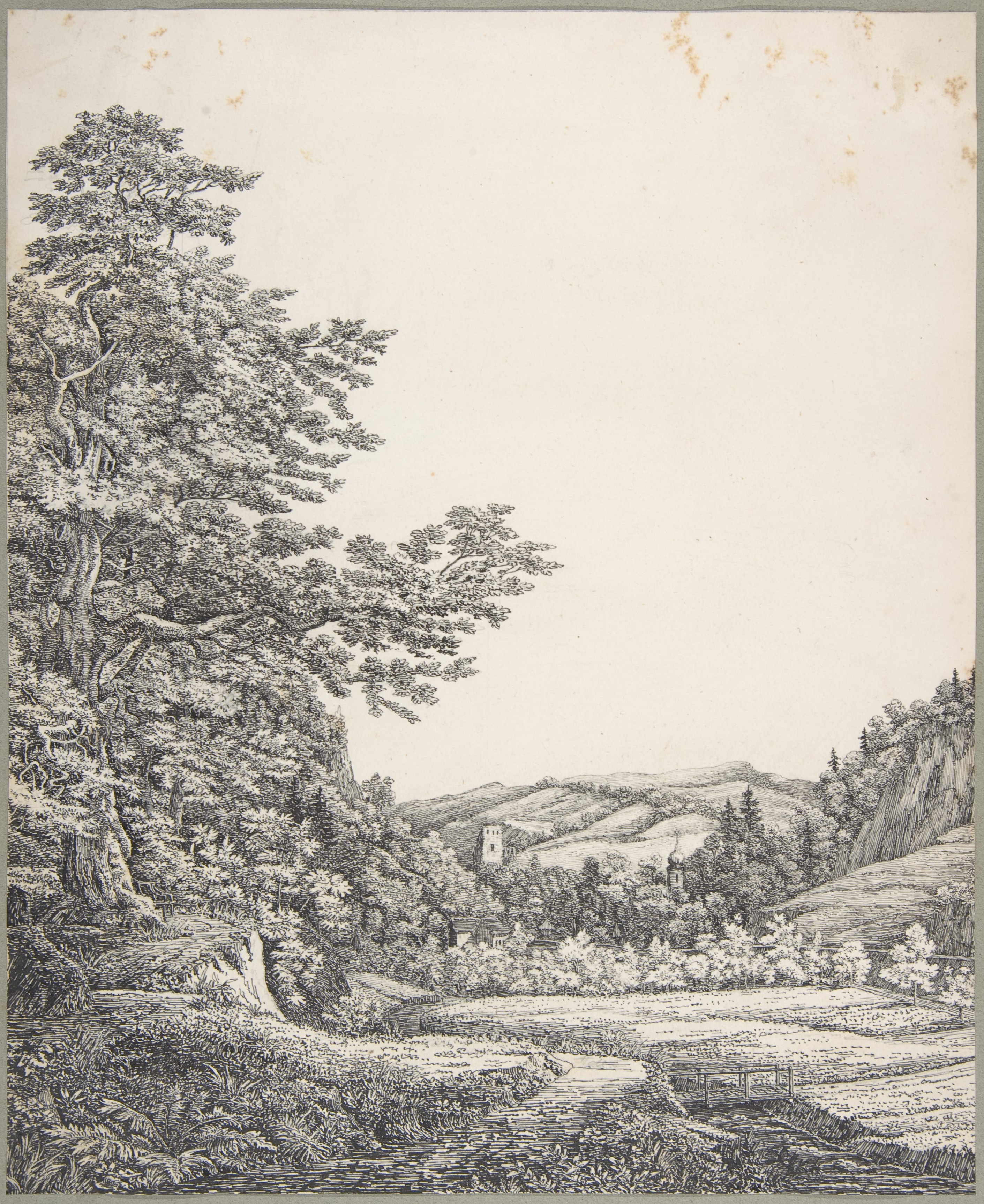
Landschaft in Süddeutschland von Otto Friedrich Magnus von Baudissin

Er trat in dänische Militärdienste und stieg bis zur Erhebung der Herzogtümer 1848 bis zum Major auf. In der schleswig-holsteinischen Bewegung stand er auf der Seite seiner Landsleute und wirkte namentlich durch die von ihm durchgesetzte Fragestellung an die Soldaten „ob jeder es darauf ankommen lassen wolle, nach Dänemark geschickt zu werden, um gegen seine Landsleute zu fechten, oder ob er mit diesen sein Vaterland gegen die Dänen zu verteidigen entschlossen sei“. So trug er namentlich viel zum Anschluss der Truppen an die Landessache bei.
Zum Oberst befördert, hielt er sich in dem unglücklichen Gefecht bei Bau zwei Stunden lang gegen eine dreifache Überzahl und erleichterte dadurch den Rückzug der Hauptarmee. Im Sommer 1849 wurde er in der „Schlacht bei Kolding“ und 1850 bei Idstedt, wo seine Brigade standhielt, schwer verwundet. Nach Wilhelm von Willisens Rücktritt wurde ihm der Oberbefehl über die schleswig-holsteinische Armee übertragen, er lehnte jedoch ab, da er unter den bestehenden Umständen einen Ausländer für geeigneter hielt. Im Februar 1851 erhielt er mit den übrigen Offizieren seinen Abschied und lebte seitdem, mit Kunststudien beschäftigt, in Hamburg und Dresden. Er starb in Teplitz am 25. Juni 1865.
Als Liebhabermaler schuf er Zeichnungen mit italienischen Motiven sowie dänischen Landschaften und Prospekte.

## Herkunft und Familie
Seine Eltern waren Graf Carl Ludwig von Baudissin (* 21. August 1756; † 1. März 1814) und dessen Ehefrau Gräfin Sophie Luise Charlotte von Dernath (* 29. August 1764; † 9. August 1828). Er war der Bruder von Wolf Heinrich Graf von Baudissin und gehörte zu dem ursprünglich aus der Oberlausitz stammenden, im Dreißigjährigen Krieg nach Schleswig-Holstein gekommenen Adelsgeschlecht Baudissin. Zu seinen Schwägerinnen zählten Sophie von Baudissin und Ida Kohl, entsprechend war Wolf Wilhelm von Baudissin sein Neffe. Sein Onkel war Heinrich Friedrich von Baudissin, womit Sophie Anna von Reventlow seine Cousine ersten Grades war.